# Google TV

Logo cũ của Google Play Movies & TV

Hình chụp màn hình Google Play Movies & TV

Google TV (còn biết đến như là Google Play Movies & TV hoặc Google Play Movies ở một số khu vực, bao gồm Việt Nam) là một dịch vụ video theo yêu cầu trực tuyến do Google phát triển. Dịch vụ cung cấp các bộ phim và chương trình truyền hình để mua hoặc thuê, tùy thuộc vào tình trạng sẵn có. Dịch vụ ban đầu ra mắt vào tháng 5 năm 2011 dưới tên gọi Google Movies và sau đó được đổi tên thành Google Play Movies sau khi tích hợp vào dịch vụ phân phối kỹ thuật số của Google Play vào năm 2012.
Google tuyên bố rằng hầu hết nội dung đều có sẵn ở độ phân giải cao và tùy chọn video 4K Ultra HD đã được cung cấp cho một số tiêu đề bắt đầu từ tháng 12 năm 2016. Nội dung có thể được xem trên các thiết bị phát trực tuyến, trang web Google Play, thông qua tiện ích mở rộng cho trình duyệt web Google Chrome hoặc thông qua ứng dụng di động trên thiết bị Android và iOS . Tải xuống ngoại tuyến được hỗ trợ thông qua ứng dụng di động và trên các thiết bị.
Vào tháng 9 năm 2020, tại Hoa Kỳ, ứng dụng Android dành cho Google Play Movies được đổi tên thành Google TV  bổ sung tính năng tổng hợp nội dung trên các dịch vụ phát trực tuyến. Việc đổi thương hiệu trùng với thời điểm ra mắt của giao diện người dùng có tên tương tự dành cho hệ điều hành Android TV trên Chromecast với trình phát trực tuyến phương tiện Google TV . Giao diện người dùng Google TV được tích hợp sâu với dịch vụ video của Google TV.

## Đặc trưng
Google TV cung cấp phim và chương trình truyền hình để mua hoặc thuê, tùy thuộc vào tình trạng sẵn có. Google tuyên bố rằng "Hầu hết các bộ phim và chương trình truyền hình trên Google Play đều có sẵn ở độ phân giải cao", với độ phân giải 1.280×720 pixel (720p) hoặc 1.920×1.080 pixel (1080p). Google đã thêm tùy chọn video 4K Ultra HD cho một số mục nhất định vào tháng 12 năm 2016, và bắt đầu cung cấp nội dung ở chất lượng 4K HDR tại Bắc Mỹ vào tháng 7 năm 2017. Người dùng có thể thuê nội dung chọn lọc để được phân phối tự động tại thời điểm phát hành. Nội dung đã thuê được gia hạn đến 1 thời điểm nào đó; chúng được liệt kê trên trang chi tiết của nội dung.

## Nền tảng
Trên máy tính, người dùng có thể xem nội dung trên phần Phim & TV của trang web Google Play hoặc thông qua tiện ích mở rộng của trình duyệt web Google Chrome cho Google Play Movies.
Trên điện thoại thông minh và máy tính bảng chạy hệ điều hành Android hoặc iOS, người dùng có thể xem nội dung trên ứng dụng Google TV.
Chromebook hỗ trợ tải xuống và xem ngoại tuyến được thông qua tiện ích mở rộng Chrome và trên Android và iOS thông qua ứng dụng di động. Đối với hệ điều hành Microsoft Windows và Apple macOS, không thể tải xuống nội dung.
Để xem nội dung trên TV, người dùng có thể kết nối thiết bị của họ với TV bằng cáp HDMI, sử dụng ứng dụng Google Play Movies có sẵn cho một số TV thông minh của LG hoặc Samsung cũng như các thiết bị Roku, phát nội dung qua dongle Chromecast, thông qua ứng dụng YouTube trên thiết bị Amazon Fire TV hoặc thông qua Android TV .

## Khu vực hỗ trợ

Khu vực hỗ trợ của phim trên Google Play

Khu vực hỗ trợ của chương trình truyền hình trên Google Play

Mảng phim trên Google Play hiện có ở hơn 111 quốc gia.
Danh sách quốc gia đầy đủ đó là: Albania, Angola, Antigua và Barbuda, Argentina, Armenia, Aruba, Úc, Áo, Azerbaijan, Bahrain, Belarus, Bỉ, Belize, Benin, Bolivia, Bosnia và Herzegovina, Botswana, Brazil, Burkina Faso, Campuchia, Canada, Cape Verde, Chile, Colombia, Costa Rica, Croatia, Cyprus, Cộng hòa Séc, Đan Mạch, Cộng hòa Dominica, Ecuador, Ai Cập, El Salvador, Estonia, Phần Lan, Fiji, Pháp, Gabon, Đức, Hy Lạp, Guatemala, Haiti, Honduras, Hong Kong, Hungary, Iceland, India, Indonesia, Ireland, Ý, Bờ Biển Ngà, Jamaica, Nhật Bản, Jordan, Kazakhstan, Kyrgyzstan, Kuwait, Lào, Latvia, Liban, Litva, Luxembourg, Macedonia, Malaysia, Mali, Malta, Mauritius, Mexico, Moldova, Namibia, Hà Lan, Nepal, New Zealand, Nicaragua, Niger, Na Uy, Oman, Panama, Papua New Guinea, Paraguay, Peru, Philippines, Ba Lan, Bồ Đào Nha, Qatar, Rwanda, Nga, Ả Rập Xê Út, Senegal, Singapore, Slovakia, Slovenia, Nam Phi, Hàn Quốc, Spa tại, Sri Lanka, Thụy Điển, Thụy Sĩ, Đài Loan, Tajikistan, Tanzania, Thái Lan, Togo, Trinidad và Tobago, Thổ Nhĩ Kỳ, Turkmenistan, Uganda, Ukraine, Các Tiểu vương quốc Ả Rập Thống nhất, Vương quốc Anh, Hoa Kỳ, Uruguay, Uzbekistan, Venezuela, Việt Nam, Zambia và Zimbabwe.
Mảng chương trình truyền hình trên Google Play chỉ có sẵn tại: Úc, Áo, Canada, Pháp, Đức, Nhật Bản, Thụy Sĩ, Vương quốc Anh và Hoa Kỳ.

### Lịch sử mở rộng
Dịch vụ được ra mắt vào tháng 5 năm 2011 với tên gọi Google Movies, và được thay đổi dưới thương hiệu "Google Play" vào tháng 3 năm 2012. Phim được giới thiệu tại Hàn Quốc vào tháng 9 năm 2012, với các phim tiếp theo được giới thiệu tại Úc, Canada, Vương quốc Anh, Pháp và Tây Ban Nha vào tháng 10 năm 2012; tại Brazil và Nga vào tháng 12 năm 2012; phim ở Ấn Độ và Mexico vào tháng 3 năm 2013; chương trình truyền hình tại Vương quốc Anh vào tháng 7 năm 2013; và phim ở Ý vào tháng 11 năm 2013. Một sự mở rộng lớn về phim đã được thực hiện ở 13 quốc gia mới vào tháng 12 năm 2013, và 38 quốc gia mới vào tháng 3 năm 2014. Các đợt phát hành phim tiếp theo đã diễn ra tại Bỉ, Philippines, Thụy Sĩ và Uganda vào tháng 5 năm 2014; tại Ireland vào tháng 7 năm 2014; tại Áo vào tháng 9 năm 2014;  tại Bosnia-Herzegovina, Cyprus, Hungary, Iceland, Macedonia, Malta, Slovenia, Đài Loan và Ukraine vào tháng 11 năm 2014; tại Indonesia, Malaysia và Singapore vào tháng 7 năm 2015; tại Thổ Nhĩ Kỳ vào tháng 3 năm 2016; và tại Bahrain, Ai Cập, Jordan, Kuwait, Lebanon, Oman, Qatar, Ả Rập Xê Út, Các Tiểu vương quốc Ả Rập Thống nhất và Việt Nam vào tháng 11 năm 2016.